# باكوتي
باكوتي بلدية في ولاية سيارا في المنطقة الشمالية الشرقية من البرازيل.   